# Bundaberg
Bundaberg är en stad i sydöstra Queensland, Australien vid den segelbara floden Burnett, 15 kilometer från Hervey Bay.
Bundaberg var tidigare känd för sin trä- och sockerindustri.